# Francisco Huneeus
Francisco Huneeus Gana (Santiago, 10 de octubre de 1876-Santiago, 18 de julio de 1958) fue un ingeniero civil, empresario 
y político conservador chileno. Se desempeñó como diputado y senador durante las décadas de 1910 y 1920.

## Familia y estudios

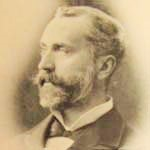
Su padre Jorge Huneeus Zegers

Nació en Santiago, el 10 de octubre de 1876; hijo del exdiputado Jorge Huneeus Zegers y de Domitila Gana Cruz. Por parte paterna era nieto del matrimonio conformado por Jorge Huneeus Lipmann (nacido en Bremen, Alemania en 1801 y fallecido en Santiago de Chile en 1877) y de la compositora Ignacia Isidora Zegers de Montenegro (nacida en Madrid, España, en 1803 y fallecida en Copiapó en 1869). Entre sus hermanos estaban los diputados Jorge y Antonio Huneeus Gana. Por parte materna era sobrino de los parlamentarios Domingo Gana Cruz, Pedro Nolasco Cruz Vergara; y tataranieto de Vicente de la Cruz y Bahamondes.
Realizó sus estudios primarios y secundarios en el Colegio de los Padres Franceses de Santiago, continuando los superiores en la carrera de ingeniería civil en la Universidad de Chile, obteniendo su título profesional en 1902.
Se casó con María Teresa Salas Subercaseaux, con quien tuvo ocho hijos: Ana, Esther, Francisco, Agustín, Yolanda, María Teresa, María Eugenia y Juan Patricio.

## Vida profesional
Desde sus primeros años tuvo especial preferencia por los asuntos científicos y siendo estudiante de ingeniería, se dedicó a las industrias y a escribir interesantes trabajos sobre la electrificación de ferrocarriles y otros artículos sobre ciencia.
Dedicado a los negocios industriales y a servir en sociedades de beneficencias, como es el caso del Patronato de Santa Filomena, del cual fue vicepresidente por varios años; en las conferencias de San Vicente de Paul y otros.
En la prensa se distinguió siempre por su lenguaje profesional en sobresalientes artículos sobre electrificación de ferrocarriles, en los diarios El Mercurio  y La Unión de Santiago.
Entre otras actividades fue fundador, organizador y presidente de la Caja de Crédito Popular; director y administrador, en calidad de delegado del Gobierno de Chile, de la Sociedad Protectora de la Infancia; presidente del Consejo de Defensa del Niño; presidente en 1920, de la Sociedad Periodística de Chile, entidad que adquirió en dicho año, El Diario Ilustrado; miembro del Consejo Directivo del Centro Cristiano; director de la Sociedad Protectora de la Infancia; y miembro fundador de la Compañía de Electricidad Industrial.
Por otra parte, se dedicó a actividades agrícolas explotando el fundo "La Isla de Pirque" en Santiago.

## Vida pública
En 1906 fue elector por Santiago y formó parte de la campaña política y del comité directivo del partido Conservador junto a su tío Pedro Nolasco Cruz Vergara que ocupaba el cargo de secretario general del partido (1901-1928), apoyando la candidatura de Pedro Montt Montt.
En las elecciones parlamentarias de 1912, fue elegido como diputado por Arauco, Lebu y Cañete, en representación del partido Conservador, para el periodo legislativo 1912-1915. Durante su gestión integró la comisión permanente de obras públicas. En la Cámara de Diputados se interesó preferentemente por los proyectos habitaciones para obreros, crédito popular, montes de piedad. También presentó un proyecto emblemático en 1912, sobre electrificación de los ferrocarriles.
En la Comisión Especial de Ferrocarriles, nombrada por la Cámara de Diputados, tomando principal participación en las labores de esta comisión, sobre autonomía de los ferrocarriles. Fue autor de la «Ley de Crédito Prendario».
En las elecciones parlamentarias de 1921, fue elegido como senador por Santiago, para el periodo 1921-1927. Se integró como senador reemplazante, las comisiones permanentes de legislación y justicia y la de hacienda y empréstitos municipales. Además, fue miembro de la Comisión permanente de instrucción Pública.
No logró finalizar su periodo parlamentario, debido a que el 11 de septiembre de 1924, por decreto de la Junta de Gobierno, encabezada por el general Luis Altamirano Talavera, fue disuelto el Congreso Nacional